# 刘璐 (主持人)
刘璐（1954年9月18日—），河北人，是中国中央电视台主持人。

## 生平
1954年9月18日，刘璐出生在黑龙江省哈尔滨市。
1979年，刘璐担任黄一鹤执导的中央电视台第一部音乐艺术片《梁祝》解说员，后来重新拍摄该片时刘璐担任主持人。
1983年，刘璐担任中央电视台文艺中部《文化生活》节目主持人，后来陆续担任《花信风》、《旋转舞台》、《戏曲欣赏》等栏目的主持人，也主持了前八届全国青年歌手电视大奖赛。
1993年，刘璐担任音乐专题栏目《音乐桥》主持人。

## 作品
- 《激情广场》
- 《音乐桥》
- 《文化生活》
- 《戏曲欣赏》
- 《旋转舞台》
- 《花信风》
- 《激情广场大家唱》

## 奖项
1998年，抗洪救灾中荣获“抗洪英雄”金质奖章。